# Alexander Sergejewitsch Morosewitsch
Alexander Sergejewitsch Morosewitsch (russisch Александр Сергеевич Морозевич, wiss. Transliteration Aleksandr Sergeevič Morozevič; * 18. Juli 1977 in Moskau) ist ein russischer Schachgroßmeister.

## Werdegang
Morosewitsch machte 1994 Schlagzeilen in der Schachwelt, als er das Lloyds Bank-Turnier in London mit dem staunenswerten Resultat von 9,5 aus 10 gewann. Bereits zuvor war er schon durch seine guten Erfolge aufgefallen, so schaltete er 1993 im K.-o.-Turnier von Tilburg den Weltklassespieler Michael Adams mit 2:0 aus und hatte sich im gleichen Jahr durch einige Turniersiege bei russischen und ukrainischen (er gewann u. a. in Aluschta 1993 und 1994) Großmeisterturnieren den Titel eines Großmeisters erspielt. Er spielte für das B-Team Russlands an der Schacholympiade 1994 in Moskau, mit dem er Bronze gewann. Zur Jahreswende 1994/95 gewann er das starke Turnier von Pamplona. Die nächsten Jahre waren für den jungen Mann allerdings weniger erfolgreich und mit einigen Rückschlägen gepflastert.
So sank seine Elo-Zahl zu Beginn des Jahres 1998 auf 2590. In diesem Jahr allerdings folgte eine neue Serie von Erfolgen für Morosewitsch: zunächst gewann er ein starkes Turnier in Chișinău mit 8,5 aus 9. Dies waren 3 Punkte Vorsprung zu Viktor Bologan und Konstantin Sakajew. Im gleichen Jahr gewann er die russische Meisterschaft in Sankt Petersburg vor Pjotr Swidler. Gleichfalls gewann er dieses Jahr den Russland-Cup in Samara, geteilt mit Wadim Swjaginzew. Zum Abschluss des Jahres gewann er mit Russland die Goldmedaille bei der Schacholympiade in Elista und trug wesentlich mit seinem hervorragenden Resultat (+6 =4 −0) dazu bei. Als Ergebnis dieses Höhenflugs erhielt Morosewitsch auf der nächsten Eloliste eine Zahl von 2723 und kletterte auf den 5. Platz in der Welt. Bei der Wahl zum Schach-Oscar für 1998 der russischen Zeitung 64 musste er zwar Viswanathan Anand den Vortritt lassen, doch landete er einen Platz vor Weltmeister Garri Kasparow.
In den Jahren nach 1999 spielte er regelmäßig bei Weltklasseturnieren. Sein äußerst riskanter und phantasievoller Stil brachte es mit sich, dass er in diesen Turnieren selten auf die höchsten Plätze gelangt, aber jedem Gegner hochgefährlich wurde. Zu seinen größeren Erfolgen zählen seine Siege in Biel 2003 (8 aus 10) und 2004 (7,5 aus 10). Außerdem bewies er durch seine Teilnahmen beim traditionellen kombinierten Blindschach/Schnellschach-Showturnier in Monte Carlo, dass er ein hervorragender Blindschach-Spieler ist. Das Blindschachturnier gewann er 2002, wurde 2003 Zweiter hinter Wladimir Kramnik und gewann es 2004 erneut. 2002 reichte sein kombiniertes Ergebnis (15 aus 22) für den Turniersieg, 2004 teilte er sich mit Kramnik (je 14,5 aus 22) den ersten Platz. 2006 errang er in diesem Turnier erneut den Turniersieg (14,5 aus 22) und war in der Blindschachdisziplin wieder Sieger (9,5 aus 11). Er war einer der acht Teilnehmer bei der FIDE-Weltmeisterschaft 2005 in San Luis/Argentinien und belegte dort Platz 4. 2006 gewann er zum dritten Mal nach 2003 und 2004 das Großmeisterturnier in Biel. Bemerkenswert war dort seine auf diesem Niveau ungewöhnlich niedrige Remisquote: Er gewann sieben Partien, verlor zwei (beide gegen Magnus Carlsen) und spielte nur einmal unentschieden. Ende 2006 gewann Morosewitsch deutlich mit 6 Punkten aus 7 Partien (+5 =2 −0) ein Rundenturnier der Kategorie 17 in Pamplona vor Dmitri Jakowenko und Alexei Schirow.
2007 belegte er im Februar einen zweiten Platz beim stark besetzen Turnier von Morelia/Linares und im September bei der Weltmeisterschaft in Mexiko-Stadt den sechsten Platz (unter acht Teilnehmern). Im Dezember gewann er in Moskau die Russische Meisterschaft mit 8 Punkten aus 11 Partien und einer Elo-Performance von 2817. Nach einigen schwächeren Resultaten gewann er im Juli 2011 wieder ein gut besetztes Turnier: Beim Semifinale der Russischen Meisterschaft in Taganrog kam er mit 8 Punkten aus 11 Partien auf den ungeteilten 1. Platz. Beim Schach-Weltpokal 2011 in Chanty-Mansijsk scheiterte er in der 3. Runde mit 0,5:1,5 an Alexander Grischtschuk. Im Oktober 2011 gewann Morosewitsch den Governor’s Cup in Saratow mit 8,5 Punkten aus 11 Partien und einer Elo-Performance von 2917.
Mittlerweile spielt er nur noch selten in Turnieren mit klassischer Bedenkzeit und häufiger in Blitz- und Schnellschachturnieren.
2007 veröffentlichte er ein Buch über die von ihm populär gemachte Tschigorin-Verteidigung des Damengambits: The Chigorin Defence According to Morozevich ISBN 90-5691-200-3.
| Hier fehlt eine Grafik, die leider im Moment aus technischen Gründen nicht angezeigt werden kann. Wir arbeiten daran! |

## Mannschaftsschach

### Nationalmannschaft
Morosewitsch vertrat Russland zwischen 1994 und 2008 bei sieben Schacholympiaden und wurde 1998, 2000 und 2002 Olympiasieger, 1994 erreichte er mit der zweiten russischen Mannschaft den dritten Platz. Er nahm zwischen 2003 und 2013 an fünf Mannschaftseuropameisterschaften teil und gewann diese 2003 und 2007, außerdem gewann er 2005 und 2010 mit der russischen Auswahl die Mannschaftsweltmeisterschaft.

### Vereinsschach
Morosewitsch gewann 2004, 2005 und 2007 mit Tomsk-400 die russische Mannschaftsmeisterschaft, mit dem er auch 2006 den European Club Cup gewann. In der deutschen Schachbundesliga spielte er von 1998 bis 2000 beim SV Wattenscheid und in der Saison 2001/02 bei der SG 1868-Aljechin Solingen, in der britischen Four Nations Chess League hatte er von 1999 bis 2004 insgesamt sieben Einsätze bei Wood Green. Die bosnische Premijer Liga gewann Morosewitsch 2008 mit dem ŠK Bosna Sarajevo, in der spanischen Mannschaftsmeisterschaft spielte er 2007 für Iretza-Gros XT.

### Go
Seit einigen Jahren spielt Morosewitsch ebenfalls Go, nimmt an Turnieren teil und unterrichtet diesen Sport auch. Im Oktober 2017 hatte er den 2. Kyu inne. Im Juli 2016 schlug er Tiger Hillarp Persson in einem gemischten Schach-Go-Wettkampf.